# Kunčice pod Ondřejníkem
Kunčice pod Ondřejníkem (in tedesco Kunzendorf) è un comune della Repubblica Ceca facente parte del distretto di Frýdek-Místek, nella regione della Moravia-Slesia.